# Trasparenza elettromagneticamente indotta
La trasparenza elettromagneticamente indotta (Electromagnetically induced transparency, EIT) è un fenomeno ottico che consiste nel rendere un mezzo trasparente in un dato intervallo di frequenze nell'intorno di una linea di assorbimento. All'interno di questa "finestra" di trasparenza si crea inoltre una estrema dispersione, che rallenta sensibilmente la velocità di gruppo della luce.
Per osservare questo fenomeno è necessario accoppiare due raggi laser (due fasci coerenti di luce) con tre livelli energetici del mezzo. Uno dei due fasci di luce, il probe field, deve avere la stessa energia della transizione tra due livelli energetici (dei tre considerati) del mezzo e misura lo spettro di assorbimento della transizione. L'altro, il coupling field, deve essere molto più intenso e deve avere l'energia della transizione tra altri due livelli (sempre all'interno dei tre livelli considerati). Se i tre stati sono scelti in maniera appropriata, la presenza del coupling field crea una finestra di trasparenza nelle righe spettrali del mezzo, proprio in corrispondenza del probe field.
Questo meccanismo è basato sull'interferenza quantistica tra le probabilità di transizione dei livelli energetici del mezzo.